# Rajd Francji Alzacja 2010

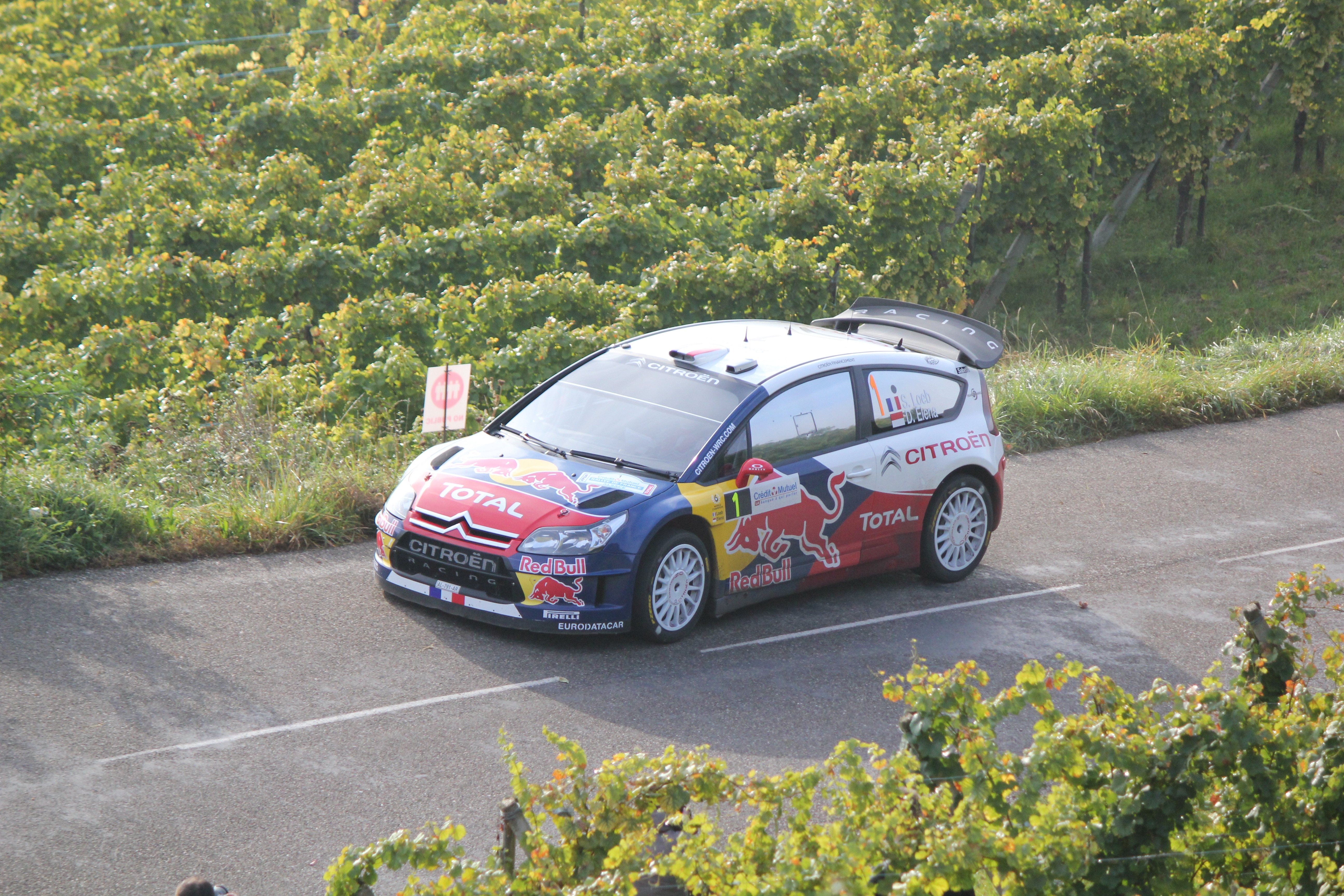
Sébastien Loeb podczas Rajdu Francji 2010

Rajd Francji był 11. rundą Rajdowych Mistrzostw Świata 2010. Rajd odbył się w dniach 1–3 października, a jego bazą był Strasburg. Był do drugi rajd w sezonie, podczas którego odbywały się wszystkie serie Rajdowych Mistrzostw Świata. Rajd był 5. rundą Mistrzostw Świata Juniorów (JWRC), 8. rundą Mistrzostwa Świata Samochodów Produkcyjnych (PWRC) oraz 9. rundą Mistrzostw Świata Samochodów S2000 (SWRC).
W rajdzie zwycięstwo odniósł Sébastien Loeb, była to jego 6. wygrana w tym sezonie oraz 60. w karierze w Mistrzostwach Świata. Jednocześnie Loeb tą wygraną zapewnił sobie 7. z kolei tytuł mistrza świata na dwa rajdy przed końcem sezonu. Dwa niższe miejsca na podium zajęli również kierowcy Citroëna – drugi był Dani Sordo, a trzeci Petter Solberg.

## Zwycięzcy odcinków specjalnych[1]
| Etap | Data           | OS | Godzina | Nazwa               | Długość  | Zwycięzca          | Czas             | Śred. pręd       | Lider rajdu    |
| ---- | -------------- | -- | ------- | ------------------- | -------- | ------------------ | ---------------- | ---------------- | -------------- |
| 1    | 1 października | 1  | 8:43    | Hohlandsbourg 1     | 9,90 km  | Sébastien Loeb     | 5:18,0           | 112,08 km/h      | Sébastien Loeb |
| 1    | 1 października | 2  | 9:01    | Firstplan 1         | 16,58 km | Sébastien Loeb     | 8:20,3           | 119,30 km/h      | Sébastien Loeb |
| 1    | 1 października | 3  | 9:39    | Vallee de Munster 1 | 22,33 km | Sébastien Loeb     | 11:14,6          | 119,16 km/h      | Sébastien Loeb |
| 1    | 1 października | 4  | 11:02   | Grand Ballon 1      | 24,12 km | Sébastien Loeb     | 13:50,7          | 104,53 km/h      | Sébastien Loeb |
| 1    | 1 października | 5  | 14:05   | Hohlandsbourg 2     | 9,90 km  | Jari-Matti Latvala | 5:28,5           | 108,49 km/h      | Sébastien Loeb |
| 1    | 1 października | 6  | 14:23   | Firstplan 2         | 16,58 km | Sébastien Loeb     | 8:25,1           | 118,17 km/h      | Sébastien Loeb |
| 1    | 1 października | 7  | 15:01   | Vallee de Munster 2 | 22,33 km | Daniel Sordo       | 11:13,5          | 119,36 km/h      | Sébastien Loeb |
| 1    | 1 października | 8  | 16:24   | Grand Ballon 2      | 24,12 km | Jari-Matti Latvala | 14:28,5          | 99,98 km/h       | Sébastien Loeb |
|      |                |    |         |                     |          |                    |                  |                  | Sébastien Loeb |
| 2    | 2 października | 9  | 8:28    | Klevener 1          | 10,54 km | Sébastien Loeb     | 6:25,2           | 98,50 km/h       | Sébastien Loeb |
| 2    | 2 października | 10 | 8:57    | Ungersberg 1        | 15,50 km | Daniel Sordo       | 9:20,4           | 99,57 km/h       | Sébastien Loeb |
| 2    | 2 października | 11 | 10:05   | Pays d´Ormont 1     | 35,48 km | Sébastien Loeb     | 19:39,7          | 108,27 km/h      | Sébastien Loeb |
| 2    | 2 października | 12 | 11:03   | Salm 1              | 13,09 km | Jari-Matti Latvala | 7:18,9           | 107,37 km/h      | Sébastien Loeb |
| 2    | 2 października | 13 | 14:16   | Klevener 2          | 10,54 km | Sébastien Ogier    | 6:22,0           | 99,33 km/h       | Sébastien Loeb |
| 2    | 2 października | 14 | 14:45   | Ungersberg 2        | 15,50 km | Daniel Sordo       | 9:31,5           | 97,64 km/h       | Sébastien Loeb |
| 2    | 2 października | 15 | 15:53   | Pays d´Ormont 2     | 35,48 km | Petter Solberg     | 21:35,2          | 98,62 km/h       | Sébastien Loeb |
| 2    | 2 października | 16 | 16:51   | Salm 2              | 13,09 km | Petter Solberg     | 7:35,5           | 103,46 km/h      | Sébastien Loeb |
|      |                |    |         |                     |          |                    |                  |                  | Sébastien Loeb |
| 3    | 3 października | 17 | 8:29    | Haguenau 1          | 4,20 km  | Petter Solberg     | 3:13,3           | 78,22 km/h       | Sébastien Loeb |
| 3    | 3 października | 18 | 9:38    | Bitche Camp 1       | 24,70 km | Daniel Sordo       | 12:34,4          | 117,87 km/h      | Sébastien Loeb |
| 3    | 3 października | 19 | 12:16   | Bitche Camp 2       | 24,70 km | Odcinek odwołany   | Odcinek odwołany | Odcinek odwołany | Sébastien Loeb |
| 3    | 3 października | 20 | 13:40   | Haguenau 2          | 4,20 km  | Jari-Matti Latvala | 3:12,3           | 78,63 km/h       | Sébastien Loeb |

| Zwycięzcy OS-ów    | Zwycięzcy OS-ów |
| Kierowca           | Ilość           |
| ------------------ | --------------- |
| Sébastien Loeb     | 7               |
| Jari-Matti Latvala | 4               |
| Daniel Sordo       | 4               |
| Petter Solberg     | 3               |
| Sébastien Ogier    | 1               |

## Klasyfikacja ostateczna
| Msc.     | Kierowca            | Pilot                   | Samochód                  | Czas      | Strata   | Grupa | Punkty |
| -------- | ------------------- | ----------------------- | ------------------------- | --------- | -------- | ----- | ------ |
| 1.       | Sébastien Loeb      | Daniel Elena            | Citroën C4 WRC            | 3:05:49.3 | 0.0      | A8 M  | 25     |
| 2.       | Dani Sordo          | Diego Vallejo           | Citroën C4 WRC            | 3:06:25.0 | 35.7     | A8 M  | 18     |
| 3.       | Petter Solberg      | Chris Patterson         | Citroën C4 WRC            | 3:07:06.1 | 1:16.8   | A8    | 15     |
| 4.       | Jari-Matti Latvala  | Miikka Anttila          | Ford Focus RS WRC 09      | 3:07:18.6 | 1:29.3   | A8 M  | 12     |
| 5.       | Mikko Hirvonen      | Jarmo Lehtinen          | Ford Focus RS WRC 09      | 3:09:33.1 | 3:43.8   | A8 M  | 10     |
| 6.       | Sébastien Ogier     | Julien Ingrassia        | Citroën C4 WRC            | 3:17:45.2 | 11:55.9  | A8 M  | 8      |
| 7.       | Federico Villagra   | Diego Curletto          | Ford Focus RS WRC 08      | 3:20:04.7 | 14:15.4  | A8 M  | 6      |
| 8.       | Matthew Wilson      | Scott Martin            | Ford Focus RS WRC 08      | 3:20:16.2 | 14:26.9  | A8 M  | 4      |
| 9.       | Henning Solberg     | Ilka Minor              | Ford Fiesta S2000         | 3:22:38.2 | 16:48.9  | N4    | 2      |
| 10.      | Patrik Sandell      | Emil Axelsson           | Škoda Fabia S2000         | 3:23:01.6 | 17:12.3  | N4    | 1      |
|          |                     |                         |                           |           |          |       |        |
| 12.      | Ken Block           | Alessandro Gelsomino    | Ford Focus RS WRC '08     | 3:25:34.5 | +19:45.2 | A8 M  |        |
| SWRC     |                     |                         |                           |           |          |       |        |
| 1. (10.) | Patrik Sandell      | Emil Axelsson           | Škoda Fabia S2000         | 3:23:01.6 | 0.0      | N4    | 25     |
| 2. (11.) | Jari Ketomaa        | Mika Stenberg           | Ford Fiesta S2000         | 3:24:57.6 | 1:56.0   | N4    | 18     |
| 3. (14.) | Michał Kościuszko   | Maciej Szczepaniak      | Škoda Fabia S2000         | 3:26:08.6 | 3:07.0   | N4    | 15     |
| 4. (15.) | Xavier Pons         | Alex Haro               | Ford Fiesta S2000         | 3:26:09.6 | 3:08.0   | N4    | 12     |
| 5. (20.) | Eyvind Brynildsen   | Cato Menkerud           | Škoda Fabia S2000         | 3:32:37.7 | 3:15.2   | N4    | 10     |
| 6. (21.) | Martin Prokop       | Jan Tománek             | Ford Fiesta S2000         | 3:33:03.7 | 10:02.1  | N4    | 8      |
| 7. (32.) | Bernardo Sousa      | Nuno Rodrigues da Silva | Ford Fiesta S2000         | 3:42:47.1 | 19:45.5  | N4    | 6      |
| 8. (43.) | Julien Maurin       | Gilles Thimonier        | Ford Fiesta S2000         | 3:59:58.2 | 36:56.6  | N4    | 4      |
| 9. (47.) | Albert Llovera      | Borja Rozada            | Abarth Grande Punto S2000 | 4:10:07.4 | 47:05.8  | N4    | 2      |
| PWRC     |                     |                         |                           |           |          |       |        |
| 1. (16.) | Armindo Araújo      | Miguel Ramalho          | Mitsubishi Lancer Evo X   | 3:28:48.1 | 0.0      | N4    | 25     |
| 2. (19.) | Ott Tänak           | Kuldar Sikk             | Mitsubishi Lancer Evo X   | 3:31:14.7 | 2:26.6   | N4    | 18     |
| 3. (23.) | Toshi Arai          | Daniel Barritt          | Subaru Impreza WRX STI    | 3:34:19.3 | 5:31.2   | N4    | 15     |
| 4. (26.) | Alex Raschi         | Rudy Pollet             | Mitsubishi Lancer Evo X   | 3:36:34.8 | 7:46.7   | N4    | 12     |
| 5. (29.) | Anders Grøndal      | Veronica Engan          | Subaru Impreza WRX STI    | 3:39:39.0 | 10:50.9  | N4    | 10     |
| 6. (31.) | Wang Rui            | Pan Hongyu              | Subaru Impreza WRX STI    | 3:41:22.7 | 12:34.6  | N4    | 8      |
| 7. (35.) | Hayden Paddon       | John Kennard            | Mitsubishi Lancer Evo X   | 3:49:54.1 | 21:06.0  | N4    | 6      |
| 8. (38.) | Michel Jourdain Jr. | Oscar Benavente         | Mitsubishi Lancer Evo X   | 3:51:08.2 | 22:20.1  | N4    | 4      |
| 9. (48.) | Nicholai Georgiou   | Joseph Matar            | Mitsubishi Lancer Evo X   | 4:11:45.1 | 47:05.8  | N4    | 2      |
| JWRC     |                     |                         |                           |           |          |       |        |
| 1. (22.) | Jérémi Ancian       | Damien Mezy             | Suzuki Swift S1600        | 3:34:09.2 | 0.0      | A6    | 25     |
| 2. (24.) | Hans Weijs Jr.      | Bjorn Degandt           | Citroën C2 S1600          | 3:35:13.3 | 1:04.1   | A6    | 18     |
| 3. (27.) | Thierry Neuville    | Nicolas Klinger         | Citroën C2 S1600          | 3:36:51.2 | 2:42.0   | A6    | 15     |
| 4. (30.) | Mathieu Arzeno      | Renaud Jamoul           | Citroën C2 S1600          | 3:40:26.1 | 6:16.9   | A6    | 12     |
| 5. (36.) | Aaron Burkart       | André Kachel            | Suzuki Swift S1600        | 3:49:55.0 | 15:45.8  | A6    | 10     |
| 6. (37.) | Todor Sławow        | Dobromir Filipow        | Renault Clio R3           | 3:50:23.3 | 16:14.1  | A7    | 8      |
| 7. (39.) | Harry Hunt          | Sebastian Marshall      | Ford Fiesta R2            | 3:53:52.0 | 19:42.8  | A6    | 6      |

1. ↑  Litera M przy oznaczeniu grupy do której należy samochód oznacza, iż tylko ci kierowcy zdobywali punkty dla swoich zespołów liczonych w klasyfikacji producentów na koniec sezonu.

## Klasyfikacja po 10 rundach

### Kierowcy
| Lp. | Kierowca           | Pkt |
| --- | ------------------ | --- |
| 1   | Sébastien Loeb     | 226 |
| 2   | Sébastien Ogier    | 166 |
| 3   | Jari-Matti Latvala | 144 |
| 4   | Petter Solberg     | 133 |
| 5   | Dani Sordo         | 125 |
| 6   | Mikko Hirvonen     | 104 |
| 7   | Matthew Wilson     | 60  |
| 8   | Federico Villagra  | 36  |
| 9   | Henning Solberg    | 33  |
| 10  | Kimi Räikkönen     | 21  |

### Producenci
| Lp. | Producent           | Pkt |
| --- | ------------------- | --- |
| 1   | Citroen WRT         | 388 |
| 2   | BP Ford WRT         | 277 |
| 3   | Citroen Junior Team | 193 |
| 4   | Stobart Ford        | 140 |
| 5   | Munchi's Ford       | 54  |